# Мацоурек, Милош
Ми́лош Ма́цоурек (чеш. Miloš Macourek; 2 декабря 1926, Кромержиж — 30 сентября 2002, Прага) — чешский писатель-сказочник, сценарист и поэт, автор сценариев комедийных и фантастических фильмов. Автор сказки «Бонифаций и его племянники», ставшей основой сценария мультфильма «Каникулы Бонифация».

## Творчество
Прежде чем заняться литературной деятельностью, Мацоурек перепробовал много профессий. Литературное творчество начал как поэт, однако после первой опубликованной книги стихов в начале 1960-х годов издал несколько книг сказок, которые были переведены на многие языки, в том числе на русский. В это же время Мацоурек начал писать киносценарии. В кино у него сложились прочные творческие союзы с режиссёрами Вацлавом Ворличеком и Олдржихом Липским.

Постоянным иллюстратором сказок Мацоурека стал график Адольф Борн, с которым они создали сериал о приключениях школьников Маха и Шебестовой, выходивший параллельно в мультипликационном и книжном виде, причём Борн был указан в качестве соавтора.
Скончался Милош Мацоурек в 2002 году.

## Сценарии
- Кто хочет убить Джесси? / Kdo chce zabít Jessii? (1966, режиссёр Вацлав Ворличек)
- Хэппи-энд (1967, режиссёр Олдржих Липский)
- Я убил Эйнштейна, господа / Zabil jsem Einsteina, pánové! (1969, режиссёр Олдржих Липский)
- Четырех убийств достаточно, дорогая / Čtyři vraždy stačí, drahoušku (1970, режиссёр Олдржих Липский)
- Пан, вы вдова / Pane, vy jste vdova! (1970, режиссёр Вацлав Ворличек)
- Девушка на метле / Dívka na koštěti (1971, режиссёр Вацлав Ворличек)
- Как утопить доктора Мрачека / Jak utopit dr. Mráčka (1974, режиссёр Вацлав Ворличек)
- Соло для слона с оркестром / Cirkus v cirkuse (1975, режиссёр Олдржих Липский)
- Что если поесть шпината / Což takhle dát si špenát (1977, режиссёр Вацлав Ворличек)
- Завтра встану и ошпарюсь чаем / Zítra vstanu a opařím se čajem (1977, режиссёр Йиндржих Полак)
- Мах и Шебестова / Mach a Šebestová (мультсериал; 1977—2005, режиссёры Адольф Борн, Ярослав Доубрава, Милош Мацоурек)
- Арабелла / Arabela (телесериал) (1979, режиссёр Вацлав Ворличек)
- Жофка и ее приключения / Žofka a její dobrodružství (мультсериал; 1986—1996 режиссёры Адольф Борн, Ярослав Доубрава, Милош Мацоурек)
- Арабелла возвращается / Arabela se vrací aneb Rumburak králem Říše pohádek (телесериал; 1993)
- Гости из Галактики / Monstrum z galaxie Arkana (1981, режиссёр Душан Вукотич)
- Жар-птица / Pták Ohnivák (1997, режиссёр Вацлав Ворличек)
- Лебединое озеро / Jezerní královna (1998, режиссёр Вацлав Ворличек)
- Букет / Kytice (2000, режиссёр Франтишек Антонин Брабец[чеш.])
- Мах, Шебестова и телефонная трубка / Mach, Šebestová a kouzelné sluchátko (2001, режиссёр Вацлав Ворличек)

## Экранизации
- 1965 — «Каникулы Бонифация» (мультфильм, режиссёр Фёдор Хитрук)
- 1966 — «Про бегемота, который боялся прививок» (мультфильм, режиссёр Леонид Амальрик)
- 1967 — «Франтишек» (мультфильм, режиссёр Вадим Курчевский)